# Clérac
Clérac est une commune du Sud-Ouest de la France située dans le département de la Charente-Maritime, en région Nouvelle-Aquitaine.
Ses habitants sont appelés les Cléracais et les Cléracaises.

## Géographie

### Localisation et accès
Clérac est située à la pointe sud du département, dans la région de la Haute Saintonge.

### Communes limitrophes
| Montlieu-la-Garde   | Orignolles | Saint-Martin-d'Ary     |
| Bedenac             | Clérac     | Montguyon              |
| Lapouyade (Gironde) | Cercoux    | Saint-Pierre-du-Palais |

## Urbanisme

### Typologie
Au 1er janvier 2024, Clérac est catégorisée commune rurale à habitat très dispersé, selon la nouvelle grille communale de densité à 7 niveaux définie par l'Insee en 2022.
Elle est située hors unité urbaine et hors attraction des villes,.

### Occupation des sols
L'occupation des sols de la commune, telle qu'elle ressort de la base de données européenne d’occupation biophysique des sols Corine Land Cover (CLC), est marquée par l'importance des forêts et milieux semi-naturels (64,8 % en 2018), en diminution par rapport à 1990 (69,8 %). La répartition détaillée en 2018 est la suivante : 
forêts (58,3 %), zones agricoles hétérogènes (20,8 %), milieux à végétation arbustive et/ou herbacée (6,6 %), zones industrielles ou commerciales et réseaux de communication (4,6 %), prairies (4,5 %), mines, décharges et chantiers (2,3 %), cultures permanentes (2,3 %), zones urbanisées (0,7 %). L'évolution de l’occupation des sols de la commune et de ses infrastructures peut être observée sur les différentes représentations cartographiques du territoire : la carte de Cassini (XVIIIe siècle), la carte d'état-major (1820-1866) et les cartes ou photos aériennes de l'IGN pour la période actuelle (1950 à aujourd'hui).

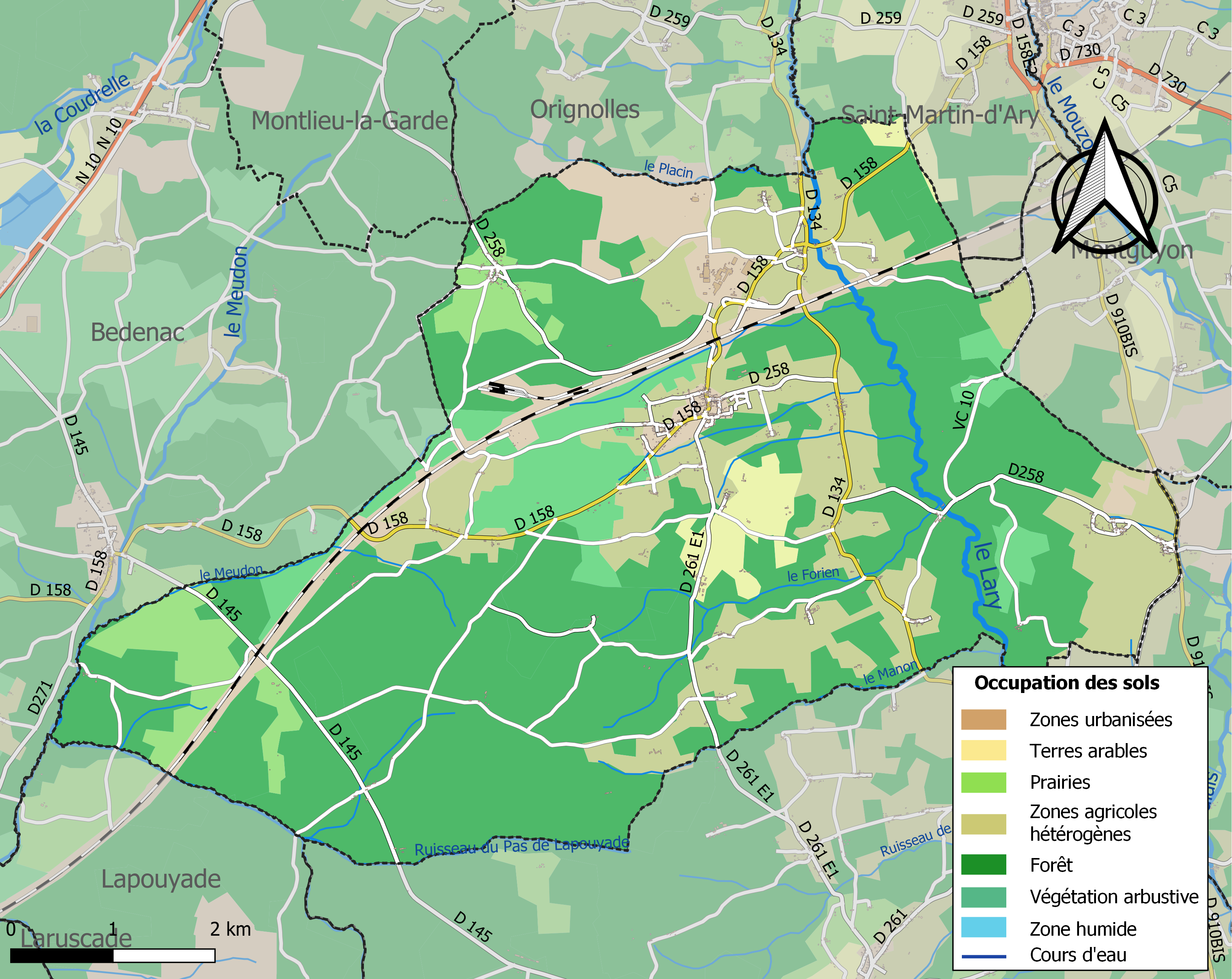
Carte des infrastructures et de l'occupation des sols de la commune en 2018 (CLC).

## Toponymie
Le toponyme provient du nom de propriétaire gallo-romain Clarius, suivi du suffixe -acum.

## Histoire[7][Interprétation personnelle?]
Quelques traces d'habitants dès la Préhistoire : des noms de lieux (comme «  Haute Borne ») un silex taillé, des scories de métaux et des débris de poteries attestent d’une présence humaine remontant au moins à 2000 av. J.-C.
Au temps des Romains : première véritable occupation humaine : des hommes sont installés à l’est de actuel bourg  de Clérac et dans quelques autres lieux  de la commune,  profitant de la présence de plusieurs voies romaines, dont le « chemin de Charlemagne » sur les hauteurs de la rive gauche du Lary. Ils construisent vers le Ve une première église dédiée à saint Vivien.
XIe siècle : fondation du prieuré de Clérac : Adoïcus, le seigneur du lieu, donne à l’abbaye de Guîtres l’église Saint-Vivien de Clérac et les terres avoisinantes, à charge pour les religieux de les défricher et de les cultiver. L'église est reconstruite avec une seule nef à trois travées terminée par une abside semi circulaire.
Guerre de 100 ans : l’église est fortifiée, une forteresse dépendante de la seigneurie de Montguyon est construite à Auvignac (près de l’actuel village des Bertrands). Des combats détruisent une partie de l’église et du prieuré,  ravagent les cultures et réduisent les habitants à la famine.
XVe siècle : création de la seigneurie de Clérac et reconstruction
En 1462, pour le remercier des services rendus, Hardoin de Maillé et son épouse Marguerite de La Rochefoucauld, dame de Montguyon,  donnent à un chevalier de leur entourage, Bertrand Ardilhon, les «hostels, domaines et seigneurie de Clérac», soit une partie de la paroisse de Clérac, sur la rive droite du Lary. Par héritage, la seigneurie de Clérac passe en 1492 à la famille Potier de Caillères (originaire de l’Angoumois), qui la posséda jusqu’à la Révolution. Bertrand Ardilhon construit au centre de sa seigneurie, un manoir, connu depuis sous le nom de « château de Caillères ». Pour restaurer son domaine, il recrute des laboureurs sur place ou dans les régions du nord moins touchées par les guerres : ces nouveaux tenanciers sont chargés de remettre en état les terres et les bâtiments qui leur sont confiés. À la même époque, l’église Saint-Vivien est restaurée, les voûtes et le chevet sont reconstruits (à plat, avec une fenêtre gothique), une chapelle est ajoutée au sud en l’honneur de saint Antoine. La maison du prieur, entourée de son enclos de vigne, à l’est de l’église, est également remise en état.
XVI et XVII s : nouveaux troubles : les efforts de mise en valeur sont en partie anéantis par les nombreux troubles que connaît la région : guerres de Religion (presque tous les habitants ont adopté la religion réformée et plusieurs affrontements ont lieu à proximité), combat de Montguyon pendant la Fronde en 1652, puis  révolte des paysans de la seigneurie de Montguyon contre le receveur fiscal en 1661.
Au XVIIIe siècle : une vie difficile
Plusieurs seigneurs : la plus grande partie de la paroisse de Clérac relève de la seigneurie de Montguyon : d’abord aux mains des La Rochefoucauld, elle passe dans les biens de la famille de Rohan qui possédait déjà les baronnies de Montendre,  Montlieu et Saint-Aulaye. Trois autres seigneuries, vassales de celle de Montguyon, se partagent le reste du territoire : la plus grande est celle de Clérac (propriété des Caillères) ; La Valade aussi appelée Vieille Court s’étend en partie aussi sur Saint-Martin-d’Ary (propriété des du Ban de Coulon, elle entre par mariage dans les possessions  des Caillères) ; Rentier est la plus petite aux confins de la paroisse de Bédenac (d’abord possédée par la famille noble des Astruc, elle est achetée par Jacques Ragot, un simple « bourgeois de Neuvic », puis par Pierre Dubreuil, un laboureur de Clérac).
Des landes et quelques cultures : marécageuse, couverte de landes à taillis, toute la moitié ouest de la paroisse est vouée à l’élevage des moutons et des brebis. À l’est, les deux rives du Lary portent des cultures de céréales. Jusqu’à la construction de la route royale n° 10 (actuelle N 10) au milieu du XVIIIe siècle, les voyageurs allant de Paris à Bordeaux traversaient Clérac, entre Montguyon et Bédenac.
De pauvres habitants : au nombre d’environ 900 à la veille de la Révolution tous les Cléracais (du simple journalier jusqu'au seigneur) vivent modestement. La mortalité est très élevée, résultat de la médiocrité de l’agriculture, des mauvaises récoltes liées aux intempéries et des épidémies  conséquences de l’insalubrité.
La Révolution provoque peu de remous : en 1789, le seigneur de Clérac, Louis de Caillères (fils de Charles de Caillères et de sa servante, Élisabeth Verrier) est un jeune orphelin qui se débat pour régler la maigre succession de son père; adulte, il s’engage dans les armées républicaines, et, à son retour il devient maire de Clérac. Son oncle et tuteur, Raphaël de Caillères, seigneur de La Valade, ancien officier des armées royales, est nommé commandant de la Garde Nationale de Clérac et se montre loyal envers le  nouveau régime. Pourtant quelques Cléracais veulent s'emparer par la force de ses archives et il est obligé de quitter la commune pendant plusieurs années pour se réfugier en Gironde. Seul le curé, François de la Faye d’Ambérac, émigre.
À partir du XIXe siècle, une commune prospère
Forêt, vigne et élevage: pour assainir la partie ouest de commune, on sème des pins qui ensuite vont être gemmés pour produire de la résine. Le vignoble, orienté vers la production d’eau-de-vie, devient une des principales ressources de la commune dans la seconde moitié du XIXe siècle. Et l’élevage des moutons  cède la place à celui des vaches laitières et des porcs.
Exploitation de «la terre blanche» : à une très ancienne poterie, puis à la verrerie de la Gélie et à la faïencerie de la famille Trijaud créées au XIXè s, Persick, un Alsacien réfugié à Clérac après la guerre de 1870 ajoute la fabrication de pipes en terre cuite : c’est le début de l’exploitation de « la terre blanche », qui sous l’impulsion de quelques hommes d’affaires entreprenants devient dans l’Entre-deux-guerres  la principale activité cléracaise, employant plusieurs centaines d’ouvriers dans les carrières et dans les usines de traitement situées près de la gare de Clérac.
Développement des moyens de transport : Clérac profite de l’amélioration du réseau routier effectué au XIXe siècle (route Chevanceau - Libourne qui, passe  à Simonneau ; route d’Orignoles à Valin qui traverse la commune du nord au sud  le long du Lary; route Montendre – Guitres par Bédenac et Cercoux qui longe le sud de la commune) L’ouverture en  1907 de la voie ferrée Châteauneuf – Saint-Mariens  permet d’exporter l’eau-de-vie vers Cognac, et la résine, le bois et l’argile réfractaire vers le port de Bordeaux.
Maximum démographique et immigration : conséquence de cette prospérité économique, la population dépasse 1500 habitants en 1861 ; elle va ensuite décroître lentement : beaucoup de Cléracais sans terre quittent la commune ; mais ils sont en partie remplacés par de nouveaux arrivants  (Landais venus exercer leur savoir-faire dans le gemmage, Bretons spécialisés dans l’élevage, puis Italiens employés dans  l’agriculture et l’artisanat).
Transformations du bourg et des villages : signe aussi  de cette aisance nouvelle, le bourg et les villages se transforment  : la mairie  et le groupe scolaire sont construits en 1886 ; l’église est restaurée et agrandie (on ajoute la chapelle de la Vierge au nord) ; quelques familles se font construire de belles maisons dont certaines ont l’allure de petits châteaux (comme celui de la famille Geneuil au centre du bourg, et surtout celui de l’Espie, édifié à la fin du XIXè s par Jules Nau). Et après la fin de la Seconde Guerre mondiale, des " maisons neuves" sont construites, soit par des particuliers, soit à l'initiative de la commune, pour faire face aux besoins nouveaux de la population.
À partir de la fin des années 1960, la commune entame une période difficile : l'exode rural s'accentue; l'agriculture décline; les usines de terres réfractaires, tout en continuant leurs activités, réduisent leurs mains-d’œuvre ; le trafic ferroviaire de marchandise s'arrête, la population passe pour la première fois depuis plusieurs siècles en dessous de 1000 habitants.
Un certain renouveau se fait jour depuis quelques années : Clérac a accueilli une des bases de travaux de la nouvelle ligne LGV et héberge aujourd'hui un centre de maintenance pour cette ligne ; les relations routières se sont améliorées avec Bordeaux et la commune entre dans l'aire d'influence de la métropole bordelaise; la population a recommencé à croître et de nouveaux lotissements ont vu le jour.

## Politique et administration

### Liste des maires
| Période                                  | Période  | Identité                      | Étiquette                                         | Qualité                                                 |
| ---------------------------------------- | -------- | ----------------------------- | ------------------------------------------------- | ------------------------------------------------------- |
| 1790                                     | 1793     | ??? NAU                       |                                                   |                                                         |
| 1793                                     | 1795     | Charles MATHIAS               |                                                   | Riche famille de laboureurs                             |
| 1795                                     | 1797     | Pierre NAU                    |                                                   | Marchand                                                |
| 1797                                     | 1804     | René BOIBELLAUD               |                                                   | Cultivateur                                             |
| 1804                                     | 1807     | Gilbert NAU                   |                                                   | Notaire                                                 |
| 1807                                     | 1824     | Louis CAILLERES               | républicain, puis bonapartiste et enfin royaliste | Militaire                                               |
| 1824                                     | 1831     | Louis de CAILLERES            |                                                   |                                                         |
| 1831                                     |          | Jean DUMON                    |                                                   | Notaire                                                 |
| 1832                                     | 1846     | Jean - Augustin GENEUIL       |                                                   | Docteur en médecine                                     |
| 1846                                     |          | François DUBREUIL             |                                                   |                                                         |
| 1847                                     | 1853     | Louis de CAILLERES            |                                                   |                                                         |
| 1853                                     | 1870     | Charles-Philippe de CAILLERES |                                                   |                                                         |
| 1870                                     | 1871     | Jean DUVEDEIX                 |                                                   | Propriétaire                                            |
| 1871                                     | 1872     | Ernest GAUTRET                |                                                   | Distillateur                                            |
| 1872                                     | 1881     | Jean DUVEDEIX                 |                                                   | Propriétaire                                            |
| 1881                                     | 1884     | Jean DUMON                    |                                                   | Propriétaire                                            |
| 1884                                     | 1919     | Jules NAU                     |                                                   | Distillateur et négociant                               |
| 1919                                     | 1945     | Charles GIRARD                |                                                   | Tailleur et marchand de tissus dans le bourg            |
| 1945                                     | 1963     | Armand POUPELAIN              |                                                   | Propriétaire et industriel                              |
| 1963                                     | 2001     | Marc Poupelain                | DVG                                               | Chef d'entreprise                                       |
| 2001                                     | 2020     | Guy Pasquet                   | DVG                                               | Chef des ventes retraité                                |
| 2001                                     | En cours | Michel Quod                   |                                                   | Cadre administratif et commercial d'entreprise retraité |
| Les données manquantes sont à compléter. |          |                               |                                                   |                                                         |

### Politique environnementale
Dans son palmarès 2024, le Conseil national de villes et villages fleuris de France a attribué une fleur à la commune.

## Démographie

### Évolution démographique
L'évolution du nombre d'habitants est connue à travers les recensements de la population effectués dans la commune depuis 1793. Pour les communes de moins de 10 000 habitants, une enquête de recensement portant sur toute la population est réalisée tous les cinq ans, les populations de référence des années intermédiaires étant quant à elles estimées par interpolation ou extrapolation. Pour la commune, le premier recensement exhaustif entrant dans le cadre du nouveau dispositif a été réalisé en 2008.

En 2022, la commune comptait 1 026 habitants, en évolution de +4,27 % par rapport à 2016 (Charente-Maritime : +4,04 %, France hors Mayotte : +2,11 %).
| 1793  | 1800  | 1806  | 1821  | 1831  | 1836  | 1841  | 1846  | 1851  |
| ----- | ----- | ----- | ----- | ----- | ----- | ----- | ----- | ----- |
| 1 270 | 1 197 | 1 147 | 1 200 | 1 434 | 1 344 | 1 347 | 1 468 | 1 503 |

| 1856  | 1861  | 1866  | 1872  | 1876  | 1881  | 1886  | 1891  | 1896  |
| ----- | ----- | ----- | ----- | ----- | ----- | ----- | ----- | ----- |
| 1 539 | 1 558 | 1 520 | 1 488 | 1 472 | 1 521 | 1 524 | 1 517 | 1 511 |

| 1901  | 1906  | 1911  | 1921  | 1926  | 1931  | 1936  | 1946  | 1954  |
| ----- | ----- | ----- | ----- | ----- | ----- | ----- | ----- | ----- |
| 1 505 | 1 519 | 1 363 | 1 218 | 1 231 | 1 362 | 1 224 | 1 170 | 1 209 |

| 1962  | 1968  | 1975  | 1982  | 1990 | 1999 | 2006 | 2008 | 2013 |
| ----- | ----- | ----- | ----- | ---- | ---- | ---- | ---- | ---- |
| 1 271 | 1 143 | 1 132 | 1 097 | 961  | 937  | 932  | 931  | 986  |

| 2018 | 2022  | - | - | - | - | - | - | - |
| ---- | ----- | - | - | - | - | - | - | - |
| 971  | 1 026 | - | - | - | - | - | - | - |

## Économie

### Industrie

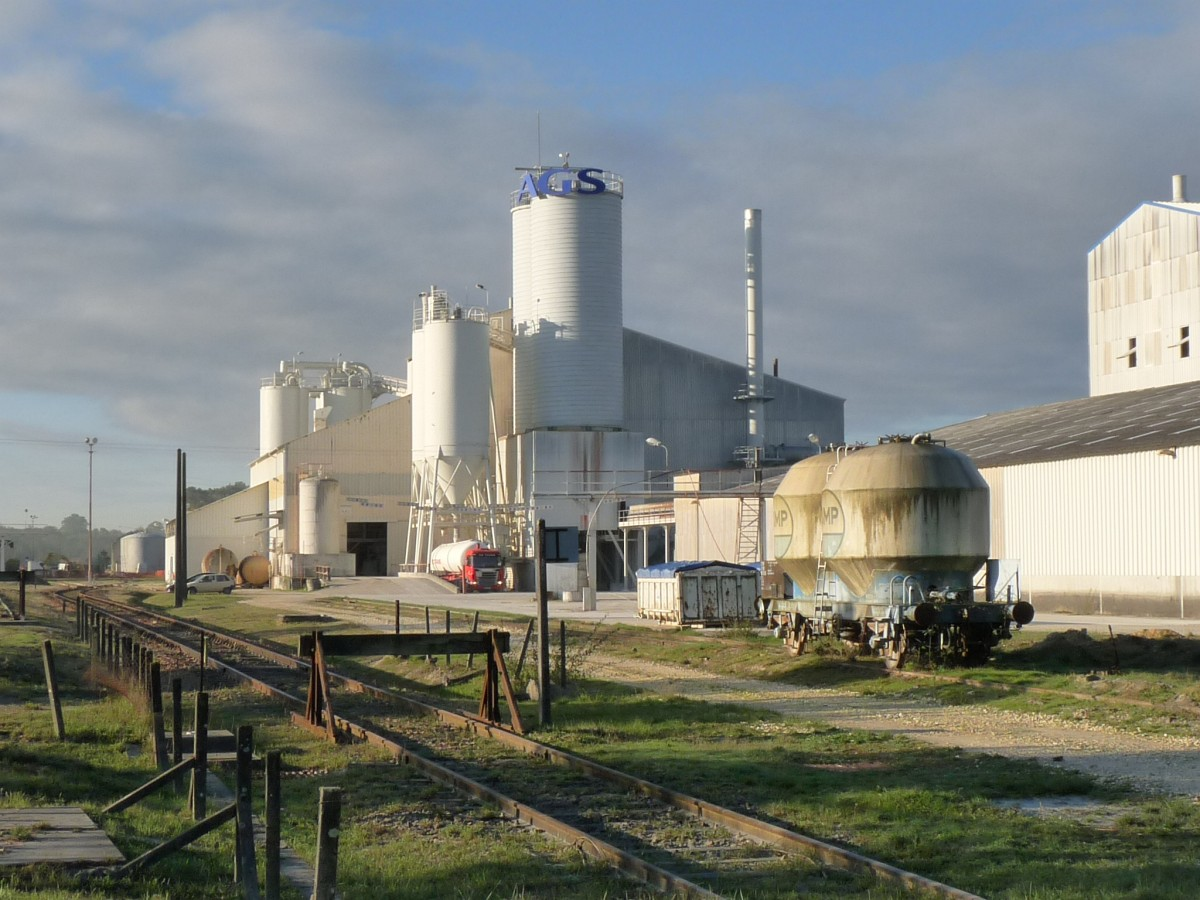
L'usine AGS.

- Située à la gare de Clérac, la société Imerys exploite et traite les argiles de diverses carrières environnantes. Elle est le fruit de multiples regroupements de sociétés. Elle trouve son origine dans l'entreprise Boisson et Bourgoin, créée en 1912, puis dans les sociétés Argirec et Sogdar regroupées pour former AGS (aujourd'hui absorbée par le groupe Imerys). En 2010, AGS comptait encore deux cents personnes. Elle fait l'objet d'un inventaire pour figurer au registre du patrimoine industriel[16].
- Au lieu-dit Petit-Fradon se trouvait une usine à chaux construite par Pierre Berteau à la suite de l'autorisation préfectorale qui lui en est faite le 20 janvier 1903. Elle fait l'objet d'un inventaire pour figurer au registre du patrimoine industriel[17].
- Au lieu-dit Teurlay-du-Lary, on trouvait une distillerie d'eaux-de-vie de cognac. Héritière de la distillerie fondée par Jules Nau au château de l'Espie, elle a longtemps été dirigée par Georges Nau puis par son fils Jacques Nau. La cessation d'activité remonte aux années 1990. Elle aussi fait l'objet d'un inventaire pour figurer au registre du patrimoine industriel[18].
- Le lieu-dit Angenin était occupé par une distillerie de gemme fondée en 1924-25 par Hector Poupelain, la résine abondant dans les forêts de pins environnantes. En 1927, associé à M. Jacopy, il fait édifier, de l'autre côté de la route, une distillerie d'eaux-de-vie de cognac. La même année, il crée avec ses fils, Armand et Roger, une scierie, dont les locaux se trouvent à proximité de la distillerie de gemme, et qui est toujours en activité. Là encore, l'ensemble fait l'objet d'un inventaire pour figurer au registre du patrimoine industriel[19].

### Commerces

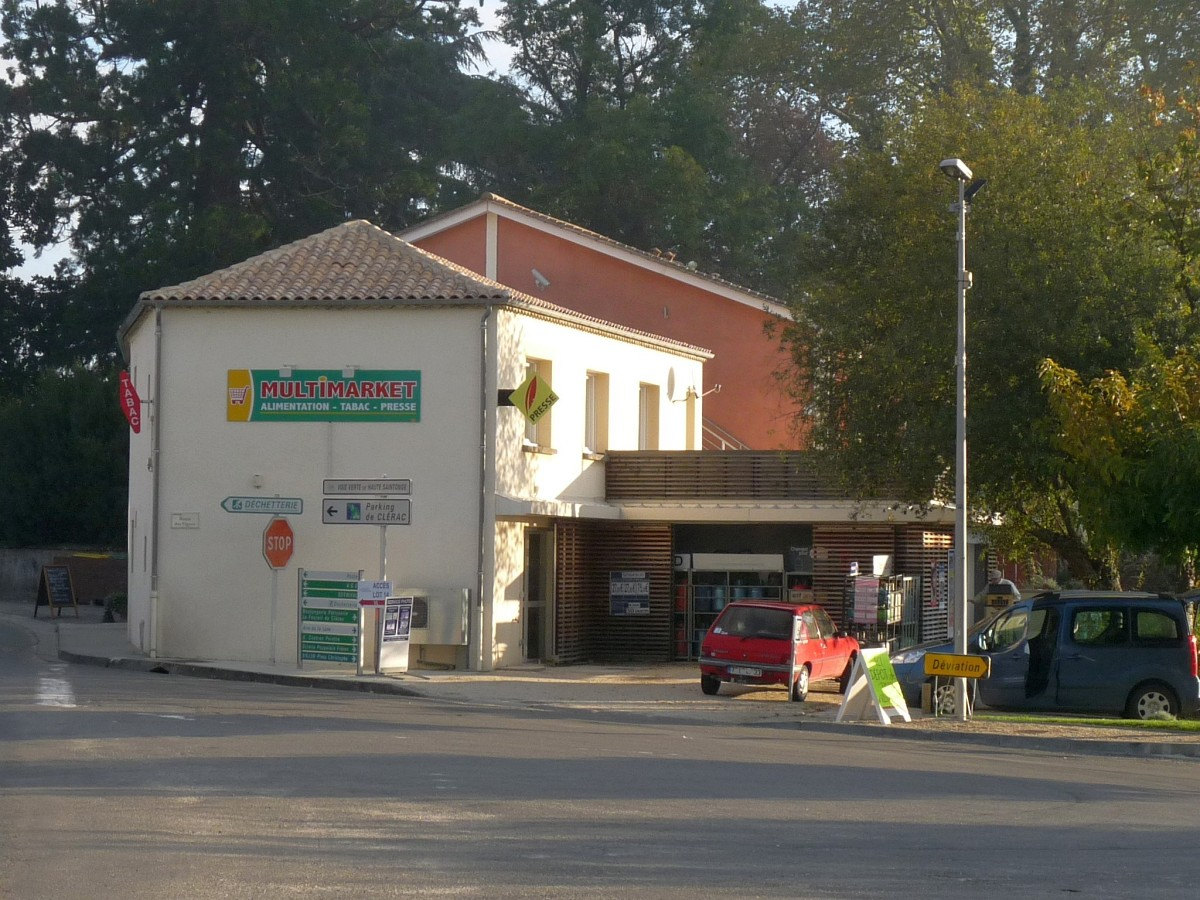
Magasin multi-service, au bourg.

## Équipements, services et vie locale

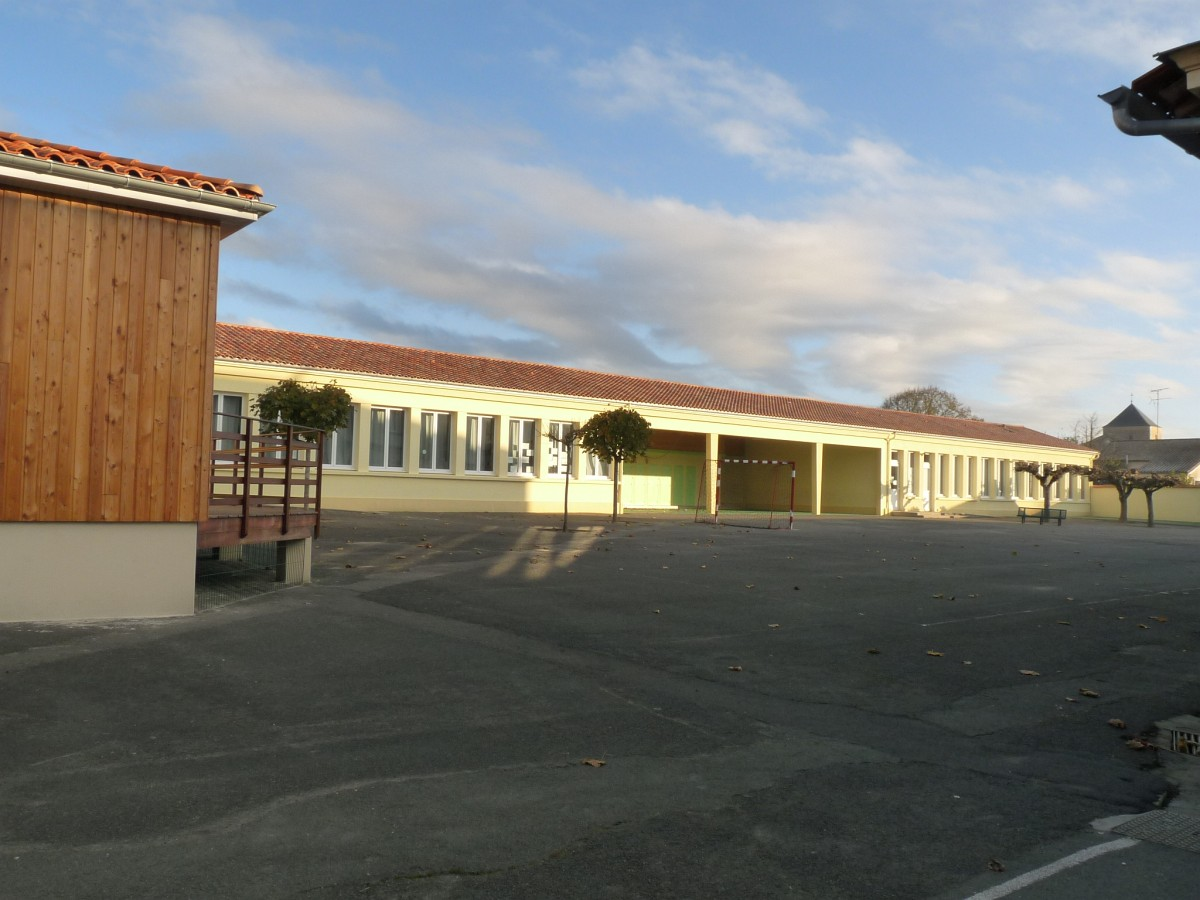
École communale.
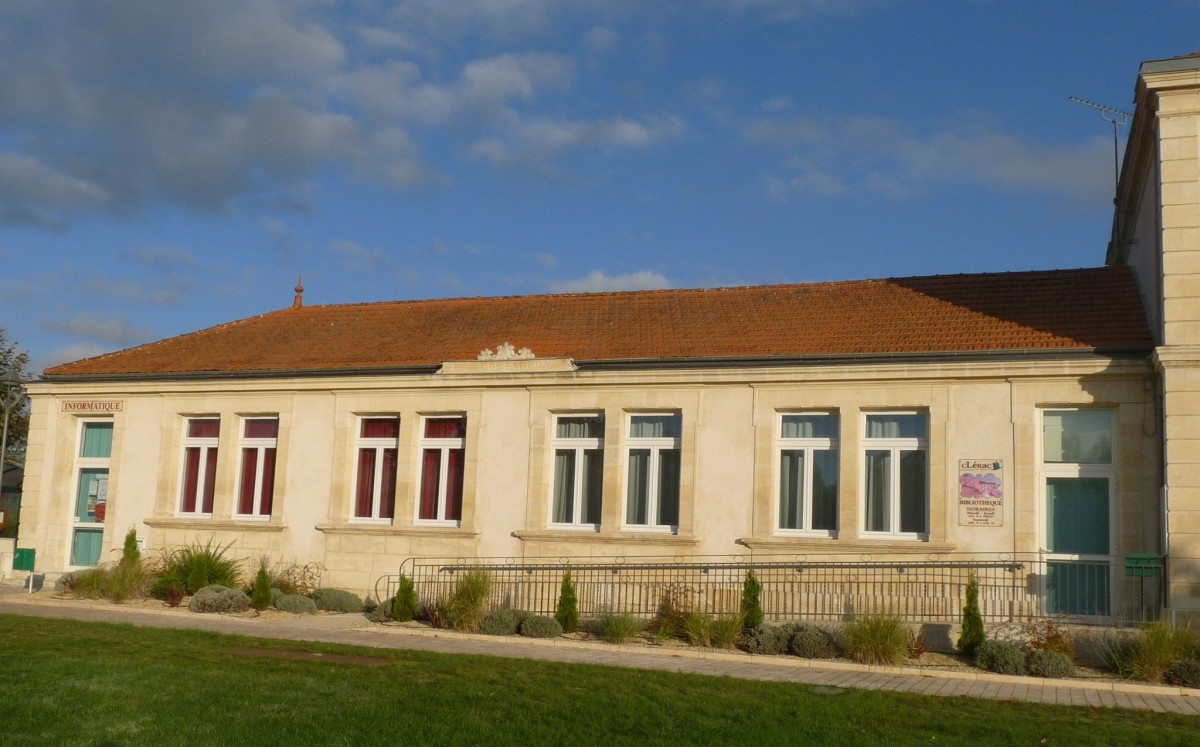
Bibliothèque.

### Culture
- La commune dispose d'un musée sur les vieux métiers en contrebas de l'église

## Lieux et monuments

### Patrimoine religieux
- L'église paroissiale, dédiée à saint Vivien, date du XIIe siècle et a été profondément restaurée aux XIXè et XXè siècles.  Elle comporte un exceptionnel mobilier en pierre sculpté par le sculpteur Arnold au XIXe siècle (table sainte, autel et fonts baptismaux). Elle contient un Christ en croix et une Vierge en bois peint du XIXe siècle restaurés en 2007 et classés monument historique au titre objet depuis 1994[20]. La cloche en bronze date de 1636 et est aussi classée monument historique depuis 1908[21].

Église Saint-Vivien
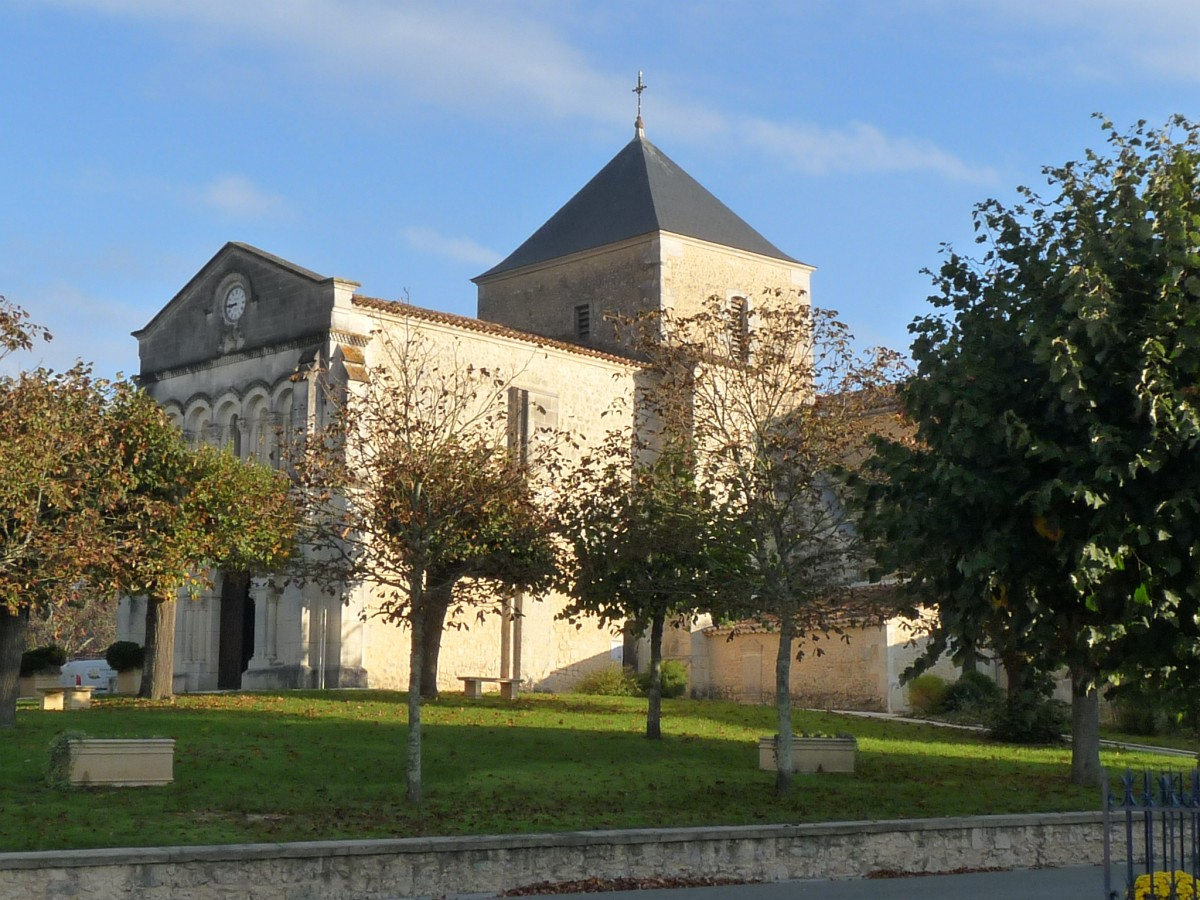
Vue extérieure.
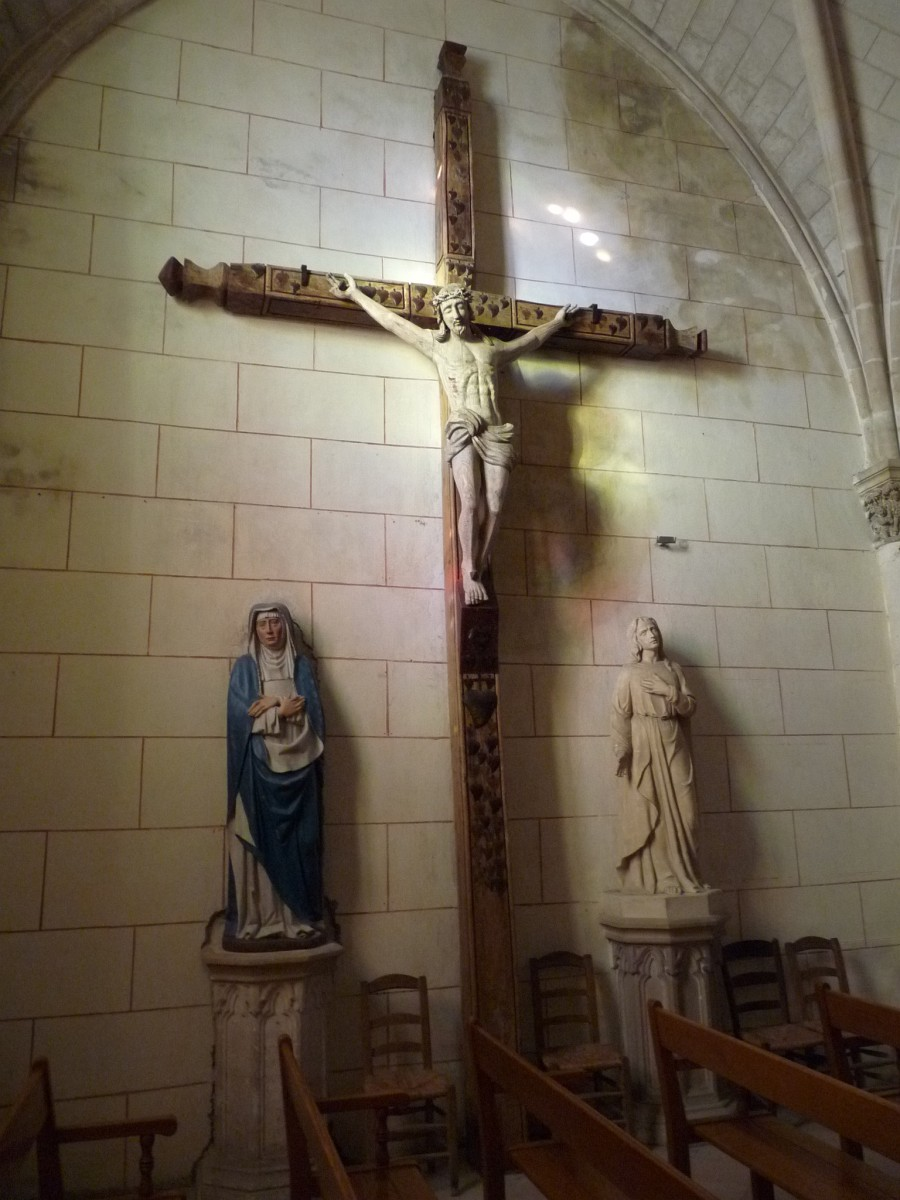
Le Christ en croix.
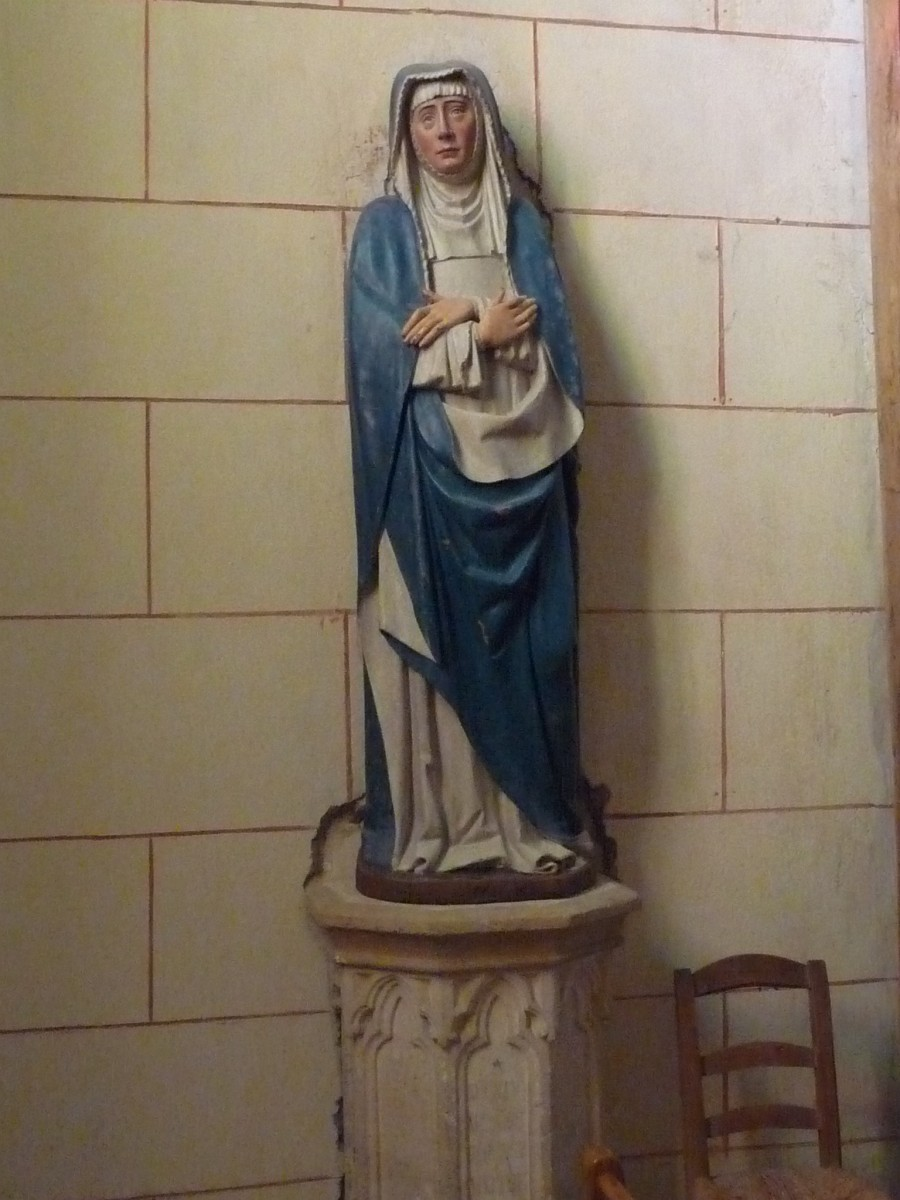
La Vierge.

- Au lieu-dit le Grand Village se trouve le sanctuaire du Sacré-Cœur, résidence de l'évêque primat de l'Église gallicane, tradition apostolique de Gazinet.

Fondé par Patrick Guy Truchemotte, Primat de l'Eglise Gallicane, dite Église des Rois de France. Truchemotte était également engagé dans les réseaux royalistes naundorffistes.

### Patrimoine civil

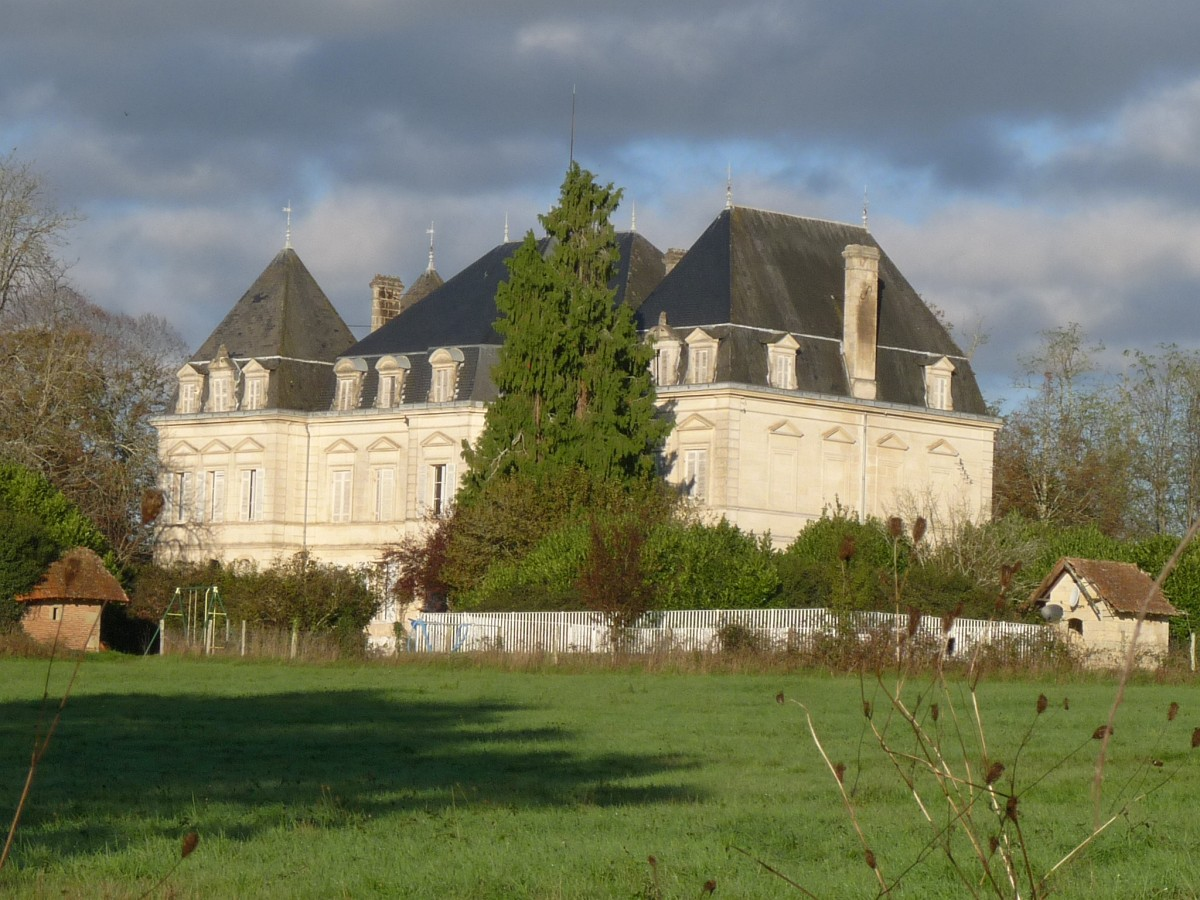
Château de l'Espie.

- Le château de Caillères, datant du XVe au XVIIe siècle, est inscrit monument historique depuis 1949[22]; son jardin est en cours d'inventaire pour une inscription[23]. Il est resté dans la même famille (la famille de Caillères de la fin du XVe siècle au milieu du XXe siècle).
- Le château de l'Espie est situé près du bourg, à l'est : il a été construit entre 1880 et 1900  dans un style néo classique par Jules Nau (riche homme d'affaires, maire de Clérac et conseiller général du canton de Montguyon)
- Le " chemin de Charlemagne" dont on voit quelques traces à l'est de la commune entre la Haute Borne et Boischarles 'est une ancienne voie romaine qui a repris le tracé d'une très vieille route celtique (tronçon de la " route de l'étain" qui reliait la Bretagne à la Méditerranée).
- Dans le cimetière se trouve le monument funéraire de la famille Geneuil dû au sculpteur Arnold.

### Patrimoine environnemental

#### Voie verte

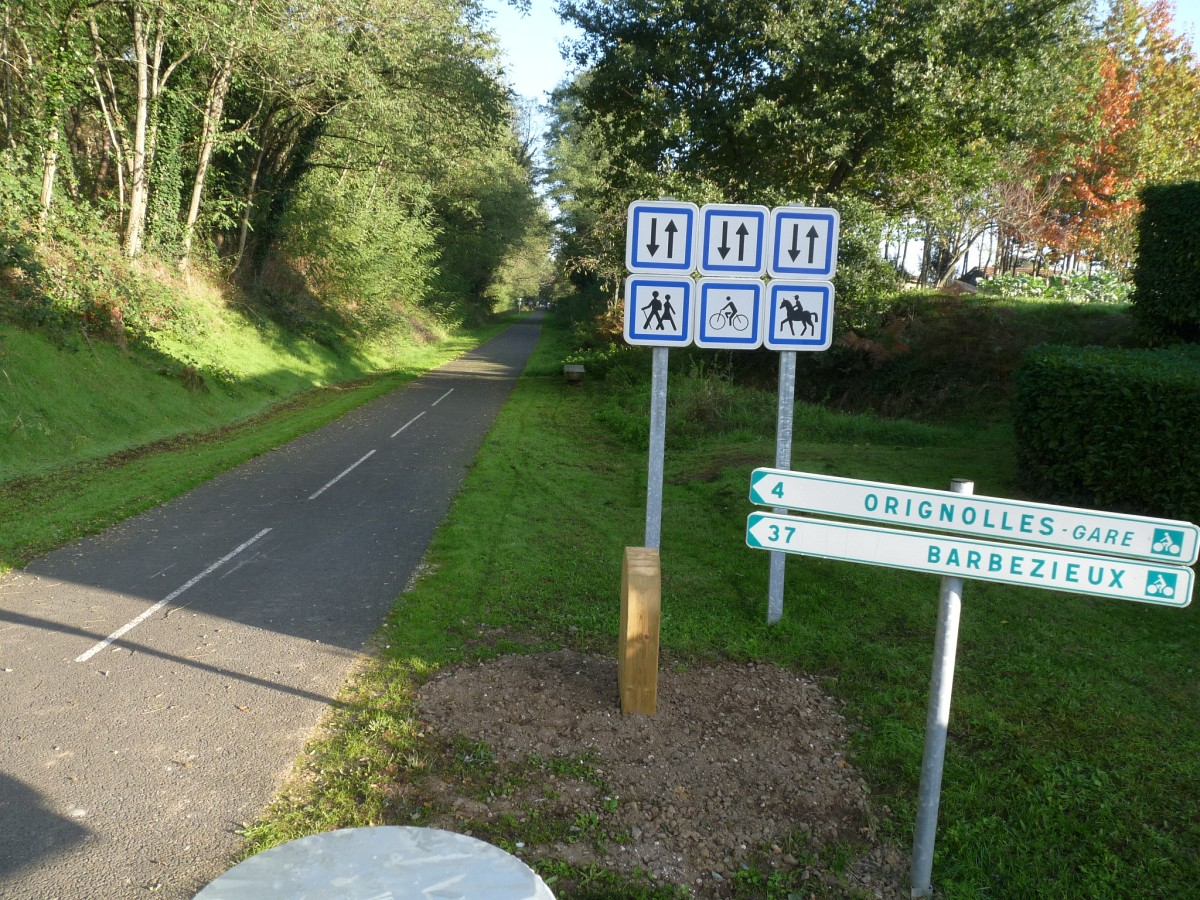
Début de la piste cyclable.

Clérac marque le début de la voie verte qui va jusqu'à Barbezieux (Charente), et qui faisait partie de l'ancienne ligne de Châteauneuf-sur-Charente à Saint-Mariens - Saint-Yzan, dont la voie est encore en place entre Saint-Mariens et Clérac et qui dessert l'usine d'argile blanche.

## Personnalités liées à la commune
- Furcy de Lavault (1847-1915), artiste peintre, a vécu à Clérac et y est mort.